# Syndicate
Syndicate [ˈsɪndɪkət] ist eine Computerspielreihe des Spieleentwicklers Bullfrog Productions, die von Electronic Arts veröffentlicht wurden. Die ersten Teile der Reihe werden dem Genre der Echtzeit-Taktikspiele zugeordnet und spielen in einem dystopischen Cyberpunk-Szenario. Mächtige Großkonzerne, die namensgebenden Syndikate, bestimmen darin die Geschicke der Gesellschaft und bekämpfen sich gegenseitig mittels Spezialagenten. Der bisher letzte Teil der Reihe ist hingegen ein Ego-Shooter.

## Syndicate (1993)
Das erste Spiel der Reihe wurde erstmals im Juni 1993 für PC und Amiga veröffentlicht, mit späteren Veröffentlichungen auf anderen Plattformen, darunter Sega Genesis, SNES und PlayStation Portable. Ein Erweiterungspaket mit dem Titel Syndicate: American Revolt wurde 1993 auch für PC und Amiga veröffentlicht.

## Syndicate Wars
Syndicate Wars erschien 1996 für Windows 95 und PlayStation. Hierbei wurde auf eine neuartige 3D-Engine gesetzt, welche die in Syndicate verwendete isometrische Ansicht ablöste. Die Engine ist eine sehr stark veränderte Version von Dungeon Keeper.

## Syndicate (2012)
Electronic Arts und Starbreeze Studios arbeiteten seit 2007 unter dem Codenamen Project RedLime an einem Remake von Syndicate, allerdings handelte es sich bei der Neuauflage um einen Ego-Shooter. Das Spiel kam am 24. Februar 2012 für PS3, Xbox 360 und Windows in den Handel.